# Liste der Landschaftsschutzgebiete im Landkreis Uelzen
Die Liste der Landschaftsschutzgebiete im Landkreis Uelzen enthält die Landschaftsschutzgebiete des Landkreises Uelzen in Niedersachsen.
| Bild                                                      | Nummer       | Bezeichnung des Gebietes                    | Fläche in Hektar | WDPA-ID   | Koordinaten | Datum der Verordnung |
| --------------------------------------------------------- | ------------ | ------------------------------------------- | ---------------- | --------- | ----------- | -------------------- |
| LSG Hügelgräberfeld bei Addenstorf                        | LSG UE 00001 | Hügelgräberfeld bei Addenstorf              | 49,00            | 321818    | Position    | 1975                 |
|                                                           | LSG UE 00002 | Ilmenautal                                  | 2084,40          | 321880    | Position    | 1975                 |
|                                                           | LSG UE 00003 | Maschbruch und Schwienauniederung           | 1679,00          | 322912    | Position    | 1979                 |
|                                                           | LSG UE 00006 | Hardautal zwischen Holdenstedt und Holxen   | 242,00           | 321378    | Position    | 1973                 |
|                                                           | LSG UE 00007 | Röhrser Bach - Schweimker Moor - Lüderbruch | 1008,00          | 323935    | Position    | 1981                 |
|                                                           | LSG UE 00009 | Unteres Gerdautal                           | 634,30           | 325339    | Position    | 1973                 |
|                                                           | LSG UE 00010 | Wierener Berge                              | 2540,00          | 325868    | Position    | 1979                 |
|                                                           | LSG UE 00012 | Schwarzer Pfuhl                             | 3,00             | 324489    | Position    | 1970                 |
| Räder Spring, naturbelassener Oberlauf eines Heidebaches. | LSG UE 00013 | Blaue Berge mit Hardautal                   | 6096,80          | 319969    | Position    | 1972                 |
|                                                           | LSG UE 00015 | Bobenwald - Sieken                          | 1810,10          | 319986    | Position    | 1977                 |
|                                                           | LSG UE 00016 | Wipperautal                                 | 637,00           | 325913    | Position    | 1977                 |
|                                                           | LSG UE 00019 | Naturreservat Stadensen                     | 143,20           | 323137    | Position    | 1974                 |
|                                                           | LSG UE 00020 | Oberes Gerdautal                            | 2239,50          | 323375    | Position    | 1975                 |
|                                                           | LSG UE 00021 | Süsing                                      | 8439,40          | 324971    | Position    | 1975                 |
|                                                           | LSG UE 00022 | Bornbachtal                                 | 2683,40          | 320035    | Position    | 1977                 |
|                                                           | LSG UE 00024 | Exerzierplatz am Timeloberg                 | 846,20           | 320726    | Position    | 1946                 |
|                                                           | LSG UE 00025 | Stadtforst Uelzen                           | 855,00           | 324760    | Position    | 1990                 |
|                                                           | LSG UE 00026 | Ostheide bei Himbergen und Bad Bodenteich   | 1833,76          | 555537395 | Position    | 2014                 |